# Castelo Torosay

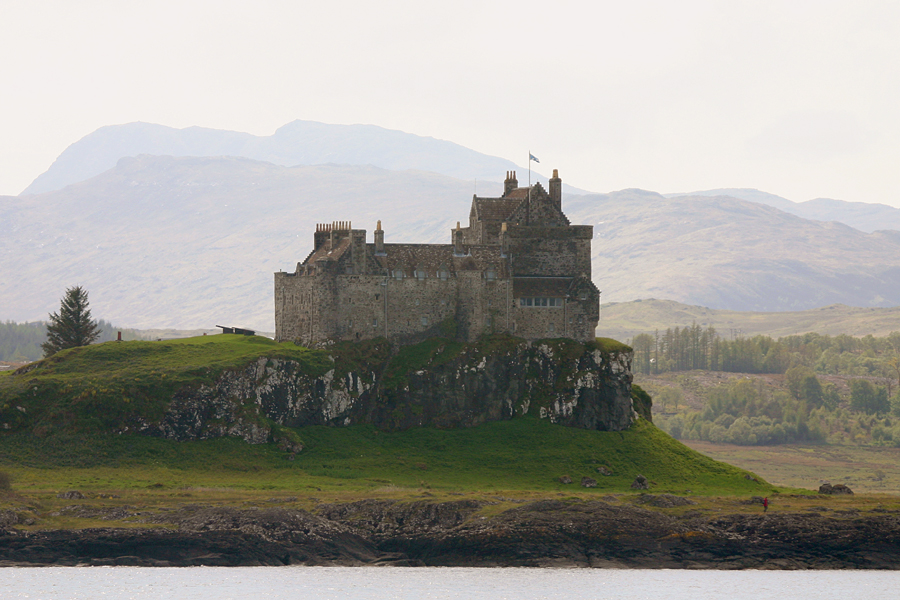
Castelo Torosay, Escócia

O Castelo Torosay localiza-se na ilha de Mull, no arquipélago das ilhas atlânticas de Argyll, na Escócia.